# Aneomochtherus aegyptius
Aneomochtherus aegyptius là một loài ruồi trong họ Asilidae. Aneomochtherus aegyptius được Macquart miêu tả năm 1838.